# Парюгин, Яков Фёдорович
Яков Фёдорович Парюгин (1899, Ивановская область — 1952) — ветеринарный фельдшер колхоза имени Фрунзе Родниковского района Ивановской области.

## Биография
Родился 18 февраля 1899 года в деревне Мостищи Родниковского района Ивановской области в крестьянской семье. В два года остался без отца. С 13 лет работал в поле, помогал матери и старшему брату.
В 1930 году становится одним из активных организаторов колхоза имени Фрунзе. Работал бригадиром молочно-товарной фермы. Окончил годичные курсы ветеринарных фельдшеров, пошел практику в Родниковской ветлечебнице т получил звание колхозного ветфельшера. Вернувшись в колхоз, принял участок — 17 селений, 250 дворов.
Участник Великой Отечественной войны. Воевал под Ленинградом. 
После демобилизации вернулся на родину, к довоенной профессии ветеринарного фельдшера.
Много сил вложил в сохранение и увеличение поголовья скота. По его инициативе было внедрено холодной содержание молодняка. В результате падёж скота сократился почти в два раза. Когда по инициативе председателя колхоза Г. Е. Задорова в колхозе был организован откорм поросят, ветфельдшер не остался в стороне.
В соответствии с трехлетним планом развития животноводства, принятым партией и правительством, колхоз одновременно увеличивал поголовье крупного рогатого скота и птицы. Однако главный успех принесло свиноводство. Благодаря стараниям заведующего фермой Н. Д. Котлова и заботам ветфельдшера Я. Ф. Парюгина в 1950 году план прироста поголовья по каждому виду продуктивного скота и птицы был перевыполнен не менее чем на 50 процентов, а свинины было получено 24,6 тонны в живом весе на 2189 гектаров пашни.
Указом Президиума Верховного Совета СССР от 27 июня 1951 года за достижение высоких показателей в животноводстве Парюгину Якову Фёдоровичу присвоено звание Героя Социалистического Труда с вручением ордена Ленина и золотой медали «Серп и Молот».
Этим же Указом высокое звание было присвоено председателю колхоза Георгию Евгеньевичу Задорову и заведующему свиноводческой фермой Николаю Демьяновичу Котлову.
Жил в деревне Мостищи. До последних дней работал в колхозе. Скоропостижно скончался 2 октября 1952 года. Похоронен на сельском кладбище у деревни Тайманиха.
Награждён орденом Ленина, медалями.